# 우즈베키스탄 중앙은행
우즈베키스탄 중앙은행(우즈베크어: O'zbekiston Respublikasi Markaziy banki / Ўзбекистон Республикаси Марказий Банки, 러시아어: Центральный банк Республики Узбекистан)은 우즈베키스탄의 중앙은행이다. 현재 중앙은행의 의장은 마마리조 누르무라토프이다.

## 중앙은행의 구조
우즈베키스탄 중앙은행은 중앙 통제 시스템을 대표한다. 할당된 업무의 수행에 있어, 중앙은행 이사회가 확인한 규칙에 근거하여 작동하는 적절한 서비스와 시설을 만든다.
중앙은행의 조직과 운영 주체는 "중앙은행에 관한 법률"에 의해 결정된다. 중앙은행의 최고기구는 중앙은행 이사회이다. 이사회는 11명의 위원으로 구성되며, 동시에 중앙은행의 회장인 의장이 위원장을 맡고 있다. 중앙은행 이사회는 통화 정책의 기본방향과 은행시스템 개발의 정의와 규제에 의해 큰 권한을 부여받는다.

## 중앙은행의 외환정책
계획 경제에서 시장 메커니즘으로 이행하는 시기에 전환의 주된 목적은 안정화와 구조 변화이다. 궁극적인 목표는 경제성장, 완전 고용, 물가 안정 및 수지 균형 지속 가능성 향상이다.
우즈베키스탄은 독립 후 인플레이션 과정을 극복하기 위한 거시경제개혁의 실현과 금융 시스템의 적절한 여건을 조성하기 위한 제조업의 감소에 대해 몇 가지 어려움에 직면해 왔다.

## 회장
- 파우줄라 물라자노프 (1991년~2017년)[1]
- 마마리조 누르무라토프 (2017년~현재)[2]

## 누미즘 컬렉션
우즈베키스탄의 통화 공급을 관리하는 역할의 일환으로 국립은행은 지난 2천 5백 년 동안 이 지역의 동전 컬렉션을 설립했다. 이 은행은 "세계에서 가장 유명한 숫자상 컬렉션과 질적인 면에서 경쟁할 수 있는 것은 아니지만, 가장 가치 있는 고대 동전 컬렉션을 만들었다"고 자부하고 있다. 이 수집품은 총 400개의 동전으로 4권(1997년, 2000년, 2001년)에 출판되었으며 중앙아시아의 역사를 다루지만 이슬람 시대에 초점을 두고 있다.

## 같이 보기
- 우즈베키스탄의 경제